# Janez Demšar
Janez Demšar (ur. 25 lutego 1951 w Jesenicach) – jugosłowiański skoczek narciarski, uczestnik Zimowych Igrzysk Olimpijskich 1976.
Wystartował w obu konkursach skoków narciarskich przeprowadzonych w ramach zimowych igrzysk olimpijskich w Innsbrucku. W zawodach na skoczni normalnej zajął 47. miejsce, a na skoczni dużej był 43.